# Yamilé Franco
Yamilé Azenek Franco Tirado (* 7. Juli 1992 in Azcapotzalco) ist eine mexikanische Fußballspielerin.

## Karriere

### Vereine
Franco gehörte dem in Pachuca de Soto ansässigen und im Jahr 2017 gegründeten CF Pachuca an, anlässlich der am 5. Dezember 2016 beschlossenen und gegründeten Liga MX Femenil, der höchsten Spielklasse im mexikanischen Frauenfußball, die ihren Spielbetrieb im Mai 2017 (noch im K.-o.-System), am 28. September 2017 als Apertura-Turnier aufnahm. Mit ihrer Mannschaft gewann sie auf Anhieb das Pokalturnier (im Finale mit 9:1 gegen die Frauenfußballmannschaft von Club Tijuana) und durfte den Copa México Femenil in Empfang nehmen. In der erstmals ausgetragenen Meisterschaft qualifizierte sich ihre Mannschaft am Ende der regulären Spielzeit nach 14 Spielen als Zweitplatzierter der Gruppe 1 und traf im Halbfinale auf die Frauenfußballmannschaft des UANL Tigres, Zweitplatzierter der Gruppe 2. Der am 6. November im Heimspiel erfolgte 4:0-Sieg, reichte zum Einzug ins Finale, da das Rückspiel bei UANL Tigres am 11. November nur mit 0:3 verloren wurde. Im Finale, das ebenfalls in Hin- und Rückspiel ausgetragenen wurde, reichte hingegen der 2:0-Sieg am 20. November im Heimspiel gegen Chivas Femenil aus Guadalajara nicht aus, da dieser im Rückspiel am 24. November dieses mit 3:0 gewann.
In der Hinrunde der Saison 2018/19 (Apertura 2018) spielte sie für den Ligakonkurrenten Deportivo Toluca. Ihr Debüt für den Verein gab sie am 6. August (4. Spieltag) beim 5:0-Sieg im Heimspiel gegen die Frauenfußballmannschaft von Cruz Azul. Ihr erstes von zwei Toren in neun Punktspielen der regulären Spielzeit der Apertura erzielte sie am 20. August (6. Spieltag) beim 2:1-Sieg im Auswärtsspiel gegen Club Tijuana mit dem Treffer zum 1:1 in der 67. Minute per Strafstoß. In der anschließenden Meisterrunde bestritt sie zudem zwei Viertelfinalbegegnungen mit dem CF América, der sich nach Hin- und Rückspiel mit 2:2 und 3:1 durchzusetzen wusste und ins Halbfinale der Meisterrunde einzog.
Zur Folgesaison zum Club León gewechselt, kam sie vom 7. Januar 2019 bis zum 15. März 2020 in insgesamt 40 Punktspielen (Clausura und Apertura), in denen sie zehn Tore erzielte, und in zwei in der Meisterrunde am 26. und 28. April 2019 im Viertelfinale in der Clausura, zum Einsatz.
Die längste Zugehörigkeit zu einem Verein hatte sie beim CF Monterrey, der sie am 17. Juni 2020 verpflichtete. Vom 16. August 2020 (1. Spieltag) bis zum 28. Mai 2024 (Finalrückspiel in der Meisterrunde) bestritt sie 104 Punktspiele (zehn Tore) in der regulären Saison und 28 Meisterrundenspiele (zwei Tore). In diesem Zeitraum gewann sie mit der Mannschaft dreimal die Meisterschaft. Mit Beginn der Saison 2024/25 am 5. Juli ist sie für den Ligakonkurrenten Deportivo Guadalajara aktiv, der sie am 1. Juni 2024 unter Vertrag nahm.

### Nationalmannschaft
Franco debütierte als Nationalspielerin für den FEMEXFUT in der U20-Nationalmannschaft. Sie nahm mit ihr im Spieljahr 2012 an der CONCACAF-Meisterschaft teil, in der sie in allen drei Spielen am 3., 6. und 9. März ihrer Gruppe eingesetzt wurde (10:0 vs. Haiti; 1 Tor, 0:1 vs. Kanada, 0:4 vs. USA) sowie im Spiel um Platz 3 am 11. März, in dem sie mit ihrer Mannschaft mit dem 5:0 über die U20-Nationalmannschaft Panamas siegreich war und zwei Tore beitragen konnte.
Des Weiteren vertrat sie mit der U20-Nationalmannschaft ihr Land bei der Weltmeisterschaft 2012 in Japan. Sie wurde im ersten und dritten Spiel der Gruppe A eingesetzt, wie auch im Viertelfinale, das am 30. August in Tokio gegen die U20-Nationalmannschaft Nigerias in der Verlängerung mit 0:1 verloren wurde. Ihr einziges Turniertor erzielte sie am 26. August in Kōbe im dritten Gruppenspiel beim 4:0-Sieg über die U20-Nationalmannschaft Neuseelands mit dem Treffer zum 3:0 in der 85. Minute.
Nachdem Franco im Spieljahr 2012 in sieben Länderspielen für die U20-Nationalmannschaft zum Einsatz gekommen war und vier Tore erzielt hatte, debütierte sie am 4. März 2015 in Paralimni – bei der Teilnahme ihrer Mannschaft am Turnier um den Zypern-Cup – beim 2:0-Sieg über die Nationalmannschaft Südafrikas im ersten Spiel der Gruppe C; auch im zweiten Gruppenspiel, das am 6. März am selben Spielort mit 1:0 gegen die Nationalmannschaft Tschechiens gewonnen wurde, kam sie zum Einsatz. Ein weiteres Mal nahm sie an diesem Turnier 2020 teil und wurde in drei Spielen eingesetzt.
Im Spieljahr 2018 vertrat sie mit ihrer Mannschaft ihr Land im Fußballturnier bei den Zentralamerika- und Karibikspielen in Kolumbien und bestritt einschließlich des mit 3:1 gegen die Nationalmannschaft Costa Ricas gewonnenen Finales alle drei Spiele. Im zweiten Spiel am 27. Juli 2018 beim 3:1-Sieg über die Nationalmannschaft Venezuelas erzielt sie mit dem Treffer zum Endstand in der 81. Minute ihr erstes A-Länderspieltor. Ferner wurde sie in sechs in Freundschaft ausgetragenen Länderspielen eingesetzt (1 S, 5 N). Ihr erstes fand am 8. Juli 2017 in Falkenberg bei der 0:1-Niederlage gegen die Nationalmannschaft Schwedens statt. Am 1. September 2018 unterlag sie mit ihrer Mannschaft in Amiens der Nationalmannschaft Frankreichs mit 0:4. Gegen die Nationalmannschaft Kanadas und die US-amerikanische Nationalmannschaft war man am 18. und 16. Mai 2019 mit jeweils 0:3 unterlegen, wie auch am 3. September 2022 der Nationalmannschaft Neuseelands mit 0:1. Einzig am 27. November 2021 gelang gegen die Nationalmannschaft Kanadas ein 2:1-Sieg.

## Erfolge
Nationalmannschaft
- Turniersieger Zentralamerika- und Karibikspiele 2018

CF Monterrey
- Mexikanischer Meister 2021, 2024 (Clausura und Apertura)

CF Pachuca
- Finalist Meisterschaft 2017 (Apertura)
- Mexikanischer Pokalsieger 2017 (Apertura)